# Ludwig Finscher
Ludwig Finscher (* 14. März 1930 in Kassel; † 30. Juni 2020 in Wolfenbüttel) war ein deutscher Musikhistoriker.

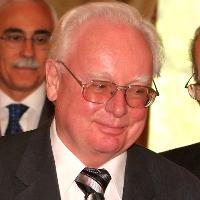
Ludwig Finscher

## Leben und Wirken
Finscher studierte von 1949 bis 1954 Musikwissenschaft (bei Rudolf Gerber), Anglistik und Germanistik an der Universität Göttingen. Er wurde promoviert mit einer Arbeit über das Thema Die Messen und Motetten Loyset Compères. Von 1955 bis 1960 war er als freier Musikkritiker tätig und wurde 1960 Assistent von Walter Wiora, erst an der Universität Kiel und ab 1965 an der Universität des Saarlandes.
1967 folgte in Saarbrücken die Habilitation mit der Arbeit Das klassische Streichquartett und seine Grundlegung durch Joseph Haydn. Von 1968 bis 1981 hatte er einen Lehrstuhl für Musikwissenschaft in Frankfurt inne, von 1981 bis zu seiner Emeritierung 1995 dieselbe Position an der Universität Heidelberg. Von 1974 bis 1977 war er Präsident der Gesellschaft für Musikforschung, von 1977 bis 1981 Präsident der Internationalen Gesellschaft für Musikforschung.
1992 wurde er ordentliches Mitglied in der Academia Europaea.
Finscher verbrachte seinen Lebensabend in Wolfenbüttel (Niedersachsen).

## Forschungsarbeiten
Zu den wichtigsten Verdiensten Finschers zählt seine Herausgeberschaft der 28-bändigen Neuauflage des Lexikons Die Musik in Geschichte und Gegenwart, für die er rund 40 Artikel selbst verfasste oder aktualisierte.
Als musikwissenschaftliche Standardwerke gelten seine umfangreichen Studien zum Streichquartett, zur Kammermusik und zu Joseph Haydn, ebenso die zweibändige Musik des 15. und 16. Jahrhunderts.
Finscher trug zu den Gesamtausgaben der Werke von Chr. W. Gluck und W. A. Mozart bei, ebenso zur Edition der Kompositionen von Paul Hindemith. Außerdem war er Mitherausgeber der Capellae Apostolicae Sixtinaeque Collectanea Acta Monumenta.
Er veröffentlichte über 130 Aufsätze in Sammelbänden und Fachzeitschriften.

## Ehrungen und Auszeichnungen
- 1994: Aufnahme in den Orden Pour le Mérite
- 1997: Verleihung des Großen Verdienstkreuzes mit Stern des Verdienstordens der Bundesrepublik Deutschland[5]
- 2002 (28. Februar): Verleihung der Ehrendoktorwürde der Philosophischen Fakultät der Nationalen und Kapodistrias-Universität Athen
- seit 2002: Ehrenmitglied der griechischen Zeitschrift „Mousikologia“ (Hrsg. Olympia Psychopedis-Frangou, Direktorin der Abt. „Historische & Systematische Musikwissenschaft“ des Fachbereichs für Musikstudien der Univ. Athen)
- 2003: Verleihung der Ehrendoktorwürde der Universität Zürich
- 2006: Balzan-Preis für Geschichte der abendländischen Musik seit 1600, mit 1 Million Schweizer Franken dotiert (Verleihung am 24. November 2006 durch den italienischen Staatspräsidenten Giorgio Napolitano in Rom)[6]
- 2009: Verleihung der Ehrendoktorwürde der Philosophischen Fakultät der Universität des Saarlandes

## Veröffentlichungen (Auswahl)
- Die Entstehung des klassischen Streichquartetts (= Studien zur Geschichte des Streichquartetts, Bd. 1). Bärenreiter, Kassel 1974, ISBN 3-7618-0419-9.

- (Hrsg.): Ludwig van Beethoven (= Wege der Forschung, Bd. 428). Wissenschaftliche Buchgesellschaft, Darmstadt 1983, ISBN 3-534-06486-0.
- (Hrsg., mit Albrecht Riethmüller): Johann Strauß. Zwischen Kunstanspruch und Volksvergnügen. Wissenschaftliche Buchgesellschaft, Darmstadt 1995, ISBN 3-534-12660-2.

- Streicherkammermusik. Bärenreiter, Kassel 2001, ISBN 3-7618-1624-3.
- Symphonie. Bärenreiter, Kassel 2001, ISBN 3-7618-1620-0.

- Joseph Haydn und seine Zeit. 2. Aufl. Laaber-Verlag, Laaber 2002, ISBN 3-921518-94-6.

- Geschichte und Geschichten. Ausgewählte Aufsätze zur Musikhistorie. Schott, Mainz 2003, ISBN 3-7957-1859-7.